# Jimmy Vicaut
Jimmy Vicaut, född 27 februari 1992, är en fransk friidrottare som tävlar i kortdistanslöpning.

## Personliga rekord
- 100 meter – 10.07 från 2011